# Céline Carzo
Céline Carzo est une chanteuse française née à Nice en 1972.
Elle a représenté le Luxembourg au Concours Eurovision de la chanson en 1990 à Zagreb, avec la chanson Quand je te rêve, écrite par Thierry Delianis et composée par Jean-Charles France. Céline Carzo est arrivée à la 13e place, avec un total de 38 points.